# ФЦ Юрмала
ФЦ Юрмала (Futbola Centrs Jūrmala) е латвийски професионален футболен клуб от курортния град Юрмала, който се намира на 25 км от столицата Рига.
Клубът е основан през 2008 година и играе домакинските си мачове на стадион Слока, който разполага с капацитет от 5000 места, 2500 от които седящи. До 2010 година клубът се състезава в латвийската Първа лига – втория ешелон на латвийския клубен футбол. През 2010 година отборът постига най-големия си успех – завършва на второ място в Първа лига и печели автоматична промоция за Вирслигата.